# David Rundqvist
David Rundqvist (* 13. Januar 1993 in Karlstad) ist ein deutsch-schwedischer Eishockeyspieler, der seit August 2021 bei den Dresdner Eislöwen aus der DEL2 unter Vertrag steht und dort auf der Position des Centers spielt. Zuvor war Rundqvist hauptsächlich in seiner schwedischen Heimat aktiv, wo er 250 Spiele in der zweitklassigen HockeyAllsvenskan und annähernd 100 weitere Partien in der Svenska Hockeyligan (SHL) absolvierte. Sein Vater Thomas war über viele Jahre schwedischer Nationalspieler und ist Mitglied der IIHF Hall of Fame.

## Karriere

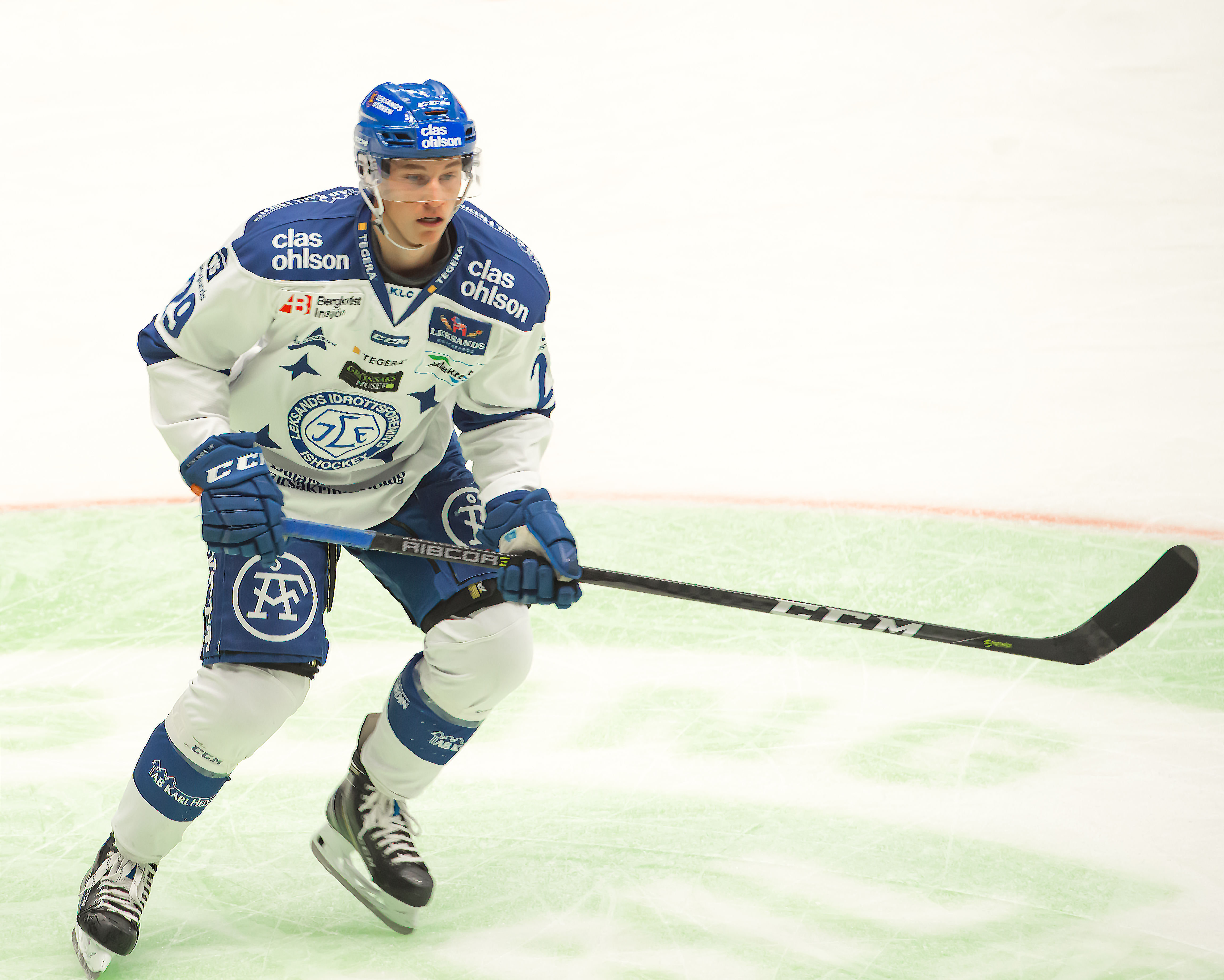
Rundqvist im Trikot von Leksands IF (2018)

David Rundqvist wurde in Karlstad geboren und begann mit dem Eishockeysport im Nachwuchs der VEU Feldkirch, für die sein Vater Thomas in den 1990er Jahren spielte. Im Juniorenalter spielte er für den Hammarö HC, ehe er im Sommer 2009 in den Nachwuchs von Färjestad BK wechselte und dort die U18- und U20-Mannschaften durchlief. Während der Saison 2012/13 debütierte er für die Profimannschaft des Klubs in der damaligen Elitserien.
In der Saison 2013/14 spielte der Stürmer für BIK Karlskoga in der zweitklassigen HockeyAllsvenskan und wurde zur folgenden Spielzeit von Djurgårdens IF verpflichtet. Für die Mannschaft aus Stockholm war er in der Svenska Hockeyligan (SHL) und der Champions Hockey League (CHL) aktiv. Während der Saison 2015/16 kehrte er zunächst zum Färjestad BK zurück, die ihn im Januar 2016 abermals an den BIK Karlskoga abgaben. Es folgte für Rundqvist jeweils eine Saison bei MODO Hockey und IF Troja-Ljungby in der Allsvenskan, ehe er im April 2018 von deren Ligakonkurrenten Leksands IF verpflichtet wurde. Am Ende der Spielzeit 2018/19 schaffte der Angreifer mit Leksand den Aufstieg in die SHL und kam so zu weiteren 24 Spielen in Schwedens höchster Liga. Anschließend wurde an den Västerås IK abgegeben.
Nachdem sich Rundqvist in einem Spiel für Västerås Mitte Februar 2020 die Kniescheibe gebrochen hatte und in der Folge zweimal operiert werden musste, verpasste er den Großteil der Saison 2020/21 und kam ab Februar 2021 nur zu sechs Spielen für den ungarischen Klub DVTK Jegesmedvék, der am Spielbetrieb der slowakischen Extraliga angehörte. Nach dieser Zeit in Ungarn wechselte der Schwede zu den Dresdner Eislöwen in die DEL2, wo er der zu diesem Zeitpunkt vierte schwedische Spieler im Kader war und mit Johan Porsberger auf einen Mannschaftskollegen des Aufstiegs mit Leksand im Jahr 2019 traf. Im August 2024 erhielt Rundqvist die deutsche Staatsbürgerschaft. Im Frühjahr 2025 gelang dem Schweden mit den Eislöwen der Gewinn der Meisterschaft der DEL2, der gleichbedeutend mit dem Aufstieg in die Deutsche Eishockey Liga (DEL) war.

## Erfolge und Auszeichnungen
- 2013 Topscorer der J20-SuperElit-Hauptrunde
- 2013 Bester Torschütze der J20-SuperElit-Hauptrunde
- 2019 Aufstieg in die Svenska Hockeyligan mit dem Leksands IF
- 2025 DEL2-Meister und Aufstieg in die DEL mit den Dresdner Eislöwen

## Karrierestatistik
Stand: Ende der Saison 2024/25
(Legende zur Spielerstatistik: Sp oder GP = absolvierte Spiele; T oder G = erzielte Tore; V oder A = erzielte Assists; Pkt oder Pts = erzielte Scorerpunkte; SM oder PIM = erhaltene Strafminuten; +/− = Plus/Minus-Bilanz; PP = erzielte Überzahltore; SH = erzielte Unterzahltore; GW = erzielte Siegtore; 1 Play-downs/Relegation; Kursiv: Statistik nicht vollständig)